# Wild Streets
Wild Streets è un videogioco picchiaduro a scorrimento pubblicato nel 1989-1990 per i computer Amiga, Amstrad CPC, Atari ST, Commodore 64, MS-DOS e ZX Spectrum dalla Titus Software. Per Amstrad CPC uscì una seconda versione su cartuccia, compatibile con la console Amstrad GX4000, graficamente migliorata rispetto alla prima su disco/cassetta.
L'ambientazione è in una moderna città e il protagonista lotta a mani nude con i malviventi, aiutato da una pantera nera addomesticata e da una pistola con proiettili limitati.

## Trama
In una New York degradata del 1998, un capo della CIA, John Steven, è stato sequestrato dai criminali che ormai spadroneggiano nella città. Un agente esperto di arti marziali di nome James Taylor, accompagnato da una pantera addestrata chiamata Black Virgin e armato di pistola .357 Magnum, viene depositato in elicottero nella zona (l'arrivo dall'alto viene mostrato solo nelle versioni a 16 bit). Taylor deve attraversare a piedi il quartiere, affrontando criminali da strada, fino a raggiungere e liberare Steven, che i nemici hanno legato a un palo per estorcergli informazioni. Liberato il prigioniero, Taylor deve scortarlo sulla via del ritorno fino al punto di partenza.

## Modalità di gioco
Il personaggio del giocatore deve attraversare un percorso lineare da sinistra a destra, abbattendo o superando i nemici. Non è presente un vero scorrimento, ma il percorso è suddiviso in schermate statiche e si passa dall'una all'altra raggiungendo il bordo dello schermo (in alcune versioni è dichiarato un totale di 47 schermate).
L'azione è bidimensionale e i personaggi possono camminare solo a destra e sinistra sul suolo piatto e privo di ostacoli.
Il protagonista può effettuare varie mosse, tra cui più tipi di pugni e calci, saltare, accovacciarsi. Può sparare con la pistola, che è dotata solo di 6 colpi, ma alcune ricariche si possono raccogliere lungo il percorso. Nelle versioni a 8 bit il comando di sparo è lo stesso del pugno di base, l'azione viene selezionata in automatico in base alla distanza dell'avversario. Si dispone di una sola vita, con una barra dell'energia vitale.
La pantera agisce autonomamente, camminando avanti e indietro e attaccando saltuariamente i nemici. Può anche rimanere fuori dalla schermata visibile se la si lascia indietro. Sebbene in molte versioni abbia una propria barra dell'energia, sembra che non possa subire attacchi.
I nemici sono teppisti che arrivano da entrambi i lati e combattono con pugni e calci. Il loro aspetto esteriore può essere di vari tipi, ma sostanzialmente non c'è molta varietà negli avversari. Soltanto nelle versioni a 16 bit (Amiga, Atari ST e MS-DOS, poco differenti tra loro) sono presenti anche boss di fine livello, sotto forma di teppisti più grossi, alcuni armati di spranga.
Ci sono 5 livelli, tutti ambientati nella città, prima di arrivare alla liberazione dell'ostaggio. Dopodiché si deve attraversare lo stesso percorso a ritroso, superando gli stessi 5 livelli da destra a sinistra, per portare l'ostaggio alla salvezza e completare il gioco. Nella fase di ritorno non c'è più la pantera, ma si deve accompagnare l'ostaggio che cammina autonomamente e non combatte. Gli schermi sono nuovamente popolati di nemici dei tipi già visti, ma senza boss. Nella versione ZX Spectrum non è presente tutta la parte del ritorno e il gioco termina col raggiungimento dell'ostaggio.

## Accoglienza
Le valutazioni di Wild Streets sulla stampa europea furono molto variabili, andando ad esempio dal giudizio decisamente negativo della rivista K (Amiga/ST) a quello ottimo di Génération 4 (Amiga/ST/PC). Mediamente furono più apprezzate le versioni Amstrad CPC e a 16 bit (Amiga, Atari ST e PC) e più criticate quelle per Commodore 64 e ZX Spectrum. Per questi ultimi ad esempio viene più volte segnalata la sostanziale inutilità della pantera. Su Amstrad CPC e Commodore 64 viene segnalata anche la possibilità di superare troppo facilmente il percorso, praticamente saltando i nemici ed evitando i corpo a corpo.